# San Juan del Llanito
San Juan del Llanito es una localidad del estado mexicano de Guanajuato. Es parte del municipio de Apaseo el Alto. Fue fundada en 1913.

## Toponimia
El nombre «San Juan» hace referencia al santo patrono de la localidad: Juan el Bautista.

## Demografía
| Gráfica de evolución demográfica |
|                                  |

| Censo | Población |
| ----- | --------- |
| 1921  | 528       |
| 1930  | 543       |
| 1940  | 690       |
| 1950  | 584       |
| 1960  | 793       |
| 1970  | 996       |
| 1980  | 1 255     |
| 1990  | 1 815     |
| 2000  | 3 035     |
| 2010  | 3 729     |
| 2020  | 3 170     |